# 蘇薩尼諾區

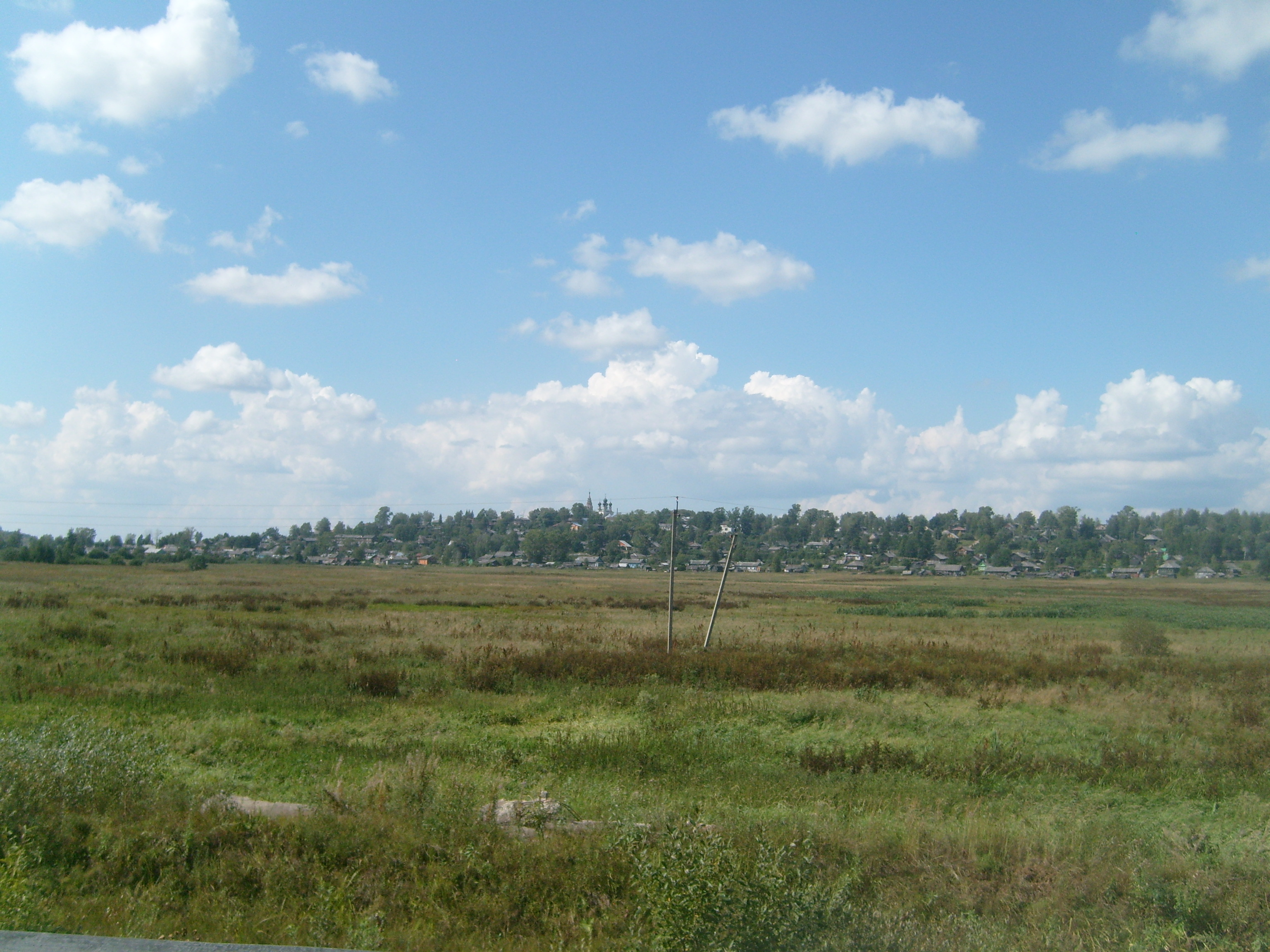

58°08′48″N 41°35′02″E / 58.14667°N 41.58389°E
蘇薩尼諾區（俄语：Сусанинский район），是俄羅斯的一個區，位於該國西部，由科斯特羅馬州負責管轄，面積1,050平方公里，2010年人口7,587，人口密度每平方公里7.23人。